# 国際会議観光都市
国際会議観光都市（こくさいかいぎかんこうとし）とは、「国際会議等の誘致の促進及び開催の円滑化等による国際観光の振興に関する法律」に基づき認定された都市・地域。

## 概要
国際会議観光都市は、2004年施行の「国際会議等の誘致の促進及び開催の円滑化等による国際観光の振興に関する法律」に基づく制度であり、当該都市に対して国際観光振興機構（日本政府観光局）が、継続的な情報の提供や海外での宣伝を行い、誘致及び開催の支援などを体系的に行う。市町村（共同含む）から観光庁長官に申請し、国際会議場施設、宿泊施設などのハード面やコンベンション・ビューローなどのソフト面での体制が整備され、コンベンションの振興に適すると認められる場合に認定される。日本全国で53箇所ある。なお、同法ではその他の市町村に対しても国と国際観光振興機構が国際会議の誘致及び開催の支援などを行うよう定めている。

### 認定要件
- 会議場が整備されること
- 政府登録国際観光旅館などの宿泊施設が整備されること
- 国際会議等の誘致と開催支援の体制が整っていること
- 当該市町村またはその近くに外国人に適した観光資源があること

## 一覧
| - 札幌市 - 旭川市 - 釧路市 - 青森市 - 秋田市 - 盛岡市 - 仙台市 - 鶴岡市 - 山形市 - つくば地区 - つくば市 - 土浦市 - 千葉市 - 成田市 - 木更津市 - 浦安市 - 前橋市 - さいたま市 - 横浜市 - 箱根町 | - 新潟市 - 富士吉田市 - 長野市 - 松本市 - 上田市 - 静岡市 - 浜松市 - 富山市 - 金沢市 - 福井市 - 高山市 - 岐阜市 - 犬山市 - 名古屋市 - 伊勢志摩地区 - 伊勢市 - 鳥羽市 - 志摩市 - 玉城町 - 度会町 - 南伊勢町 - 奈良市 - 京都市 - 大阪市 - 神戸市 - 姫路市 | - 岡山市 - 高松市 - 徳島市 - 松山市 - 松江市 - 広島市 - 下関市 - 北九州市 - 福岡市 - 熊本市 - 長崎市 - 別府市 - 宮崎市 - 鹿児島市 - 沖縄地区 - 那覇市 - 浦添市 - 宜野湾市 - 沖縄市 |